# Гугути
Гугути (груз. გუგუთი) — село в Грузии, на территории Дманисского муниципалитета края (мхаре) Квемо-Картли.

## География
Село находится в юго-восточной части Грузии, на северном склоне Сомхетского хребта, на расстоянии приблизительно 14 километров (по прямой) к юго-востоку от города Дманиси, административного центра муниципалитета. Абсолютная высота — 1438 метров над уровнем моря.

## Население
По результатам официальной переписи населения 2014 года в Гугути проживало 127 человек (63 мужчины и 64 женщины). В национальной структуре населения грузины составляли 97,6 %, армяне — 1,6 %, азербайджанцы — 0,8 %.
| Год  | Население, человек |
| ---- | ------------------ |
| 2002 | 178                |
| 2014 | ↘ 127              |